# Paralimnophila (Paralimnophila) dobrotworskyi
Paralimnophila (Paralimnophila) dobrotworskyi is een tweevleugelige uit de familie steltmuggen (Limoniidae). De soort komt voor in het Australaziatisch gebied.